# Río de la Miel
El río de la Miel es un corto río costero del sur de España, localizado en la provincia de Cádiz, que nace al este de la sierra del Bujeo, a una altitud de 350 m.
Tiene un corto recorrido de unos 9 km. Atraviesa por la Barriada de El Cobre y Algeciras (casco urbano), donde desemboca. Se encuentra dentro del parque natural de Los Alcornocales y de la demarcación hidrográfica de las cuencas mediterráneas de Andalucía.

## Denominación
Etimológicamente el nombre procede de la traducción literal de la denominación árabe dada en 711 Wadi al-asal literalmente río de la miel, se piensa que este nombre puede deberse a la existencia en los márgenes del río de numerosos panales de miel o a la dulzura de sus aguas. 

## Curso alto

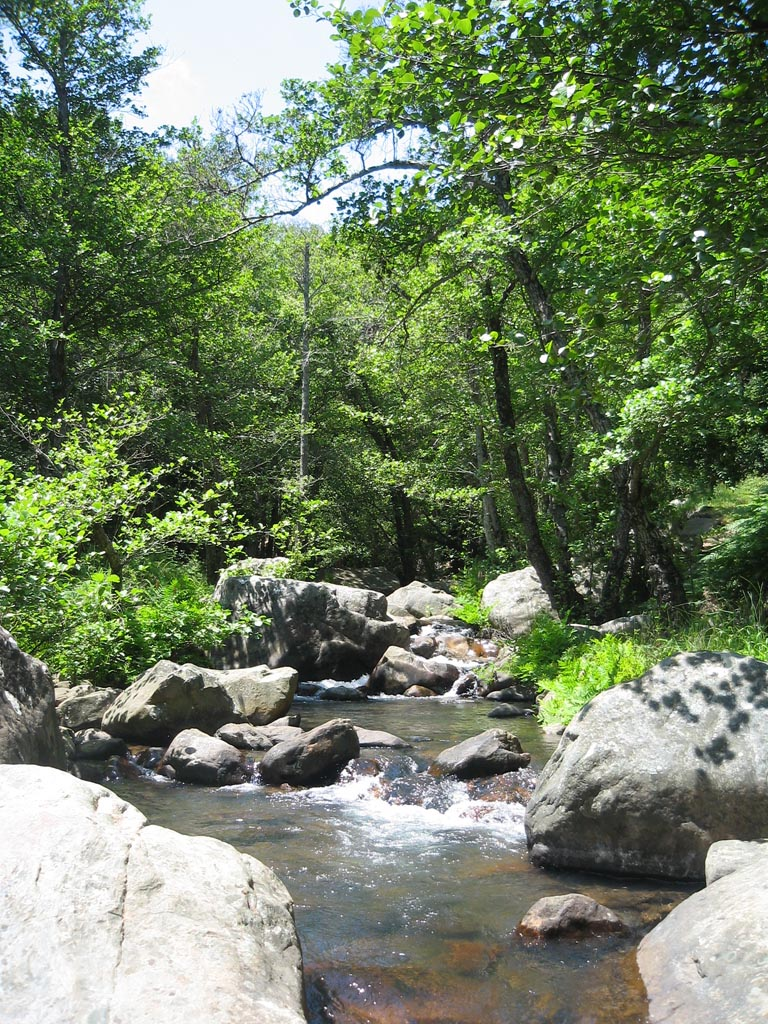
Vista al Río de la Miel, en Algeciras, Andalucía, España.

La parte alta del río llamada garganta o canutos del Río de la Miel representa uno de los entornos naturales de más valor ecológico del Campo de Gibraltar. Su privilegiada situación -abrigado por las laderas de elevadas montañas-, proporciona un microclima especial caracterizado por la alta humedad y la existencia de bosques de niebla.
La riqueza de especies vegetales que en dicha garganta se localizan -algunas endémicas de la zona- se debe a estas especiales condiciones climáticas que permitieron la supervivencia en la zona de numerosas especies representantes de los bosques de laurisilva de la era terciaria. Entre las especies presentes destacan numerosos tipos de helechos, algunos propios de regiones tropicales como Psilotum nudum, Dryopteris affinis, Polystichum setiferum o Culcita macrocarpa, y especies arbóreas como Rhododendron ponticum, Frangula alnus, Laurus nobilis o Quercus canariensis también representantes de la flora relicta terciaria.
La fauna es la típica del bosque mediterráneo, destacando corzos, jabalíes, ciervos, ginetas y meloncillos, entre otros.
La belleza paisajista del lugar y la existencia de hitos de tanta importancia como  molinos de agua como el del águila o el de Escalona, aún en funcionamiento, un antiguo puente romano de un solo ojo, restos de la calzada llamada La Trocha que, desde el medievo y hasta el siglo XIX, se usaba como uno de los atajos para atravesar las sierras de Algeciras y Tarifa, las ruinas del viejo molino del Águila y el sorprendente salto de agua conocido como "La Chorrera", hacen de este hermoso paraje un enclave de interés natural e histórico.

## Curso bajo
Todo lo contrario ocurre con la parte baja del río, utilizada como desagüe de las alcantarillas de la ciudad de Algeciras hasta la primera mitad del siglo XX. Según el Doctor en Historia Antonio Torremocha Silva, no será hasta el año 1971 que se iniciaron las obras del Proyecto de Desviación del Arroyo del río de la Miel, que consistieron en el encauzamiento y abovedamiento del río desde la zona conocida como Pajarete hasta la desembocadura junto al muelle de la Galera. Para evitar las inundaciones de la zona baja del río, también se construyó un desvío o canal subterráneo artificial que atravesaba la ciudad para salir en la playa de los Ladrillos, junto al antiguo Estadio del Mirador. 
En el mes de octubre de 1971, los ministros del Plan de Desarrollo, Laureano López Rodó, y de Obras Públicas, Gonzalo Fernández de la Mora, inauguraron en  la desembocadura del río de la Miel las obras de encauzamiento y desviación del mismo, proyecto que iba a acometer el Ministerio de Obras Públicas con una inversión de 336 millones de pesetas

## Rutas

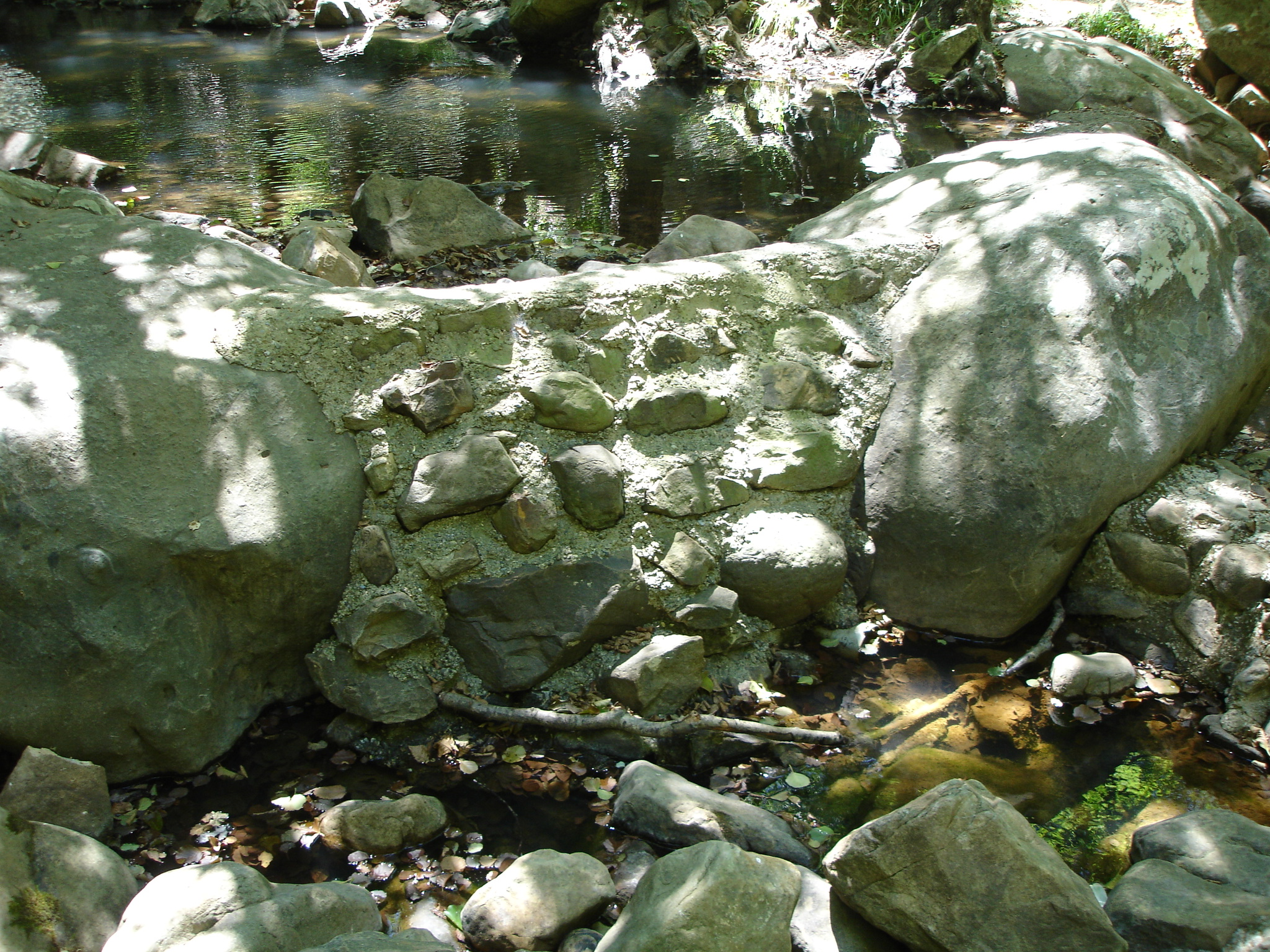
Muro de contención realizado para uno de los molinos del río abandonados.

El río de la Miel posee un interesante itinerario de gran belleza que parte de la Barriada de El Cobre de Algeciras. Un primer hito en el camino es el molino de Escalona, aún en funcionamiento. Una vez atravesado éste comienza el bosque de galería. En el camino encontramos el antiguo molino de El Águila, con su huerto y la fuente de las niñas, finalmente encontramos una cascada, La Chorrera, que marca el final del itinerario.